# Saint-Jean-des-Vignes

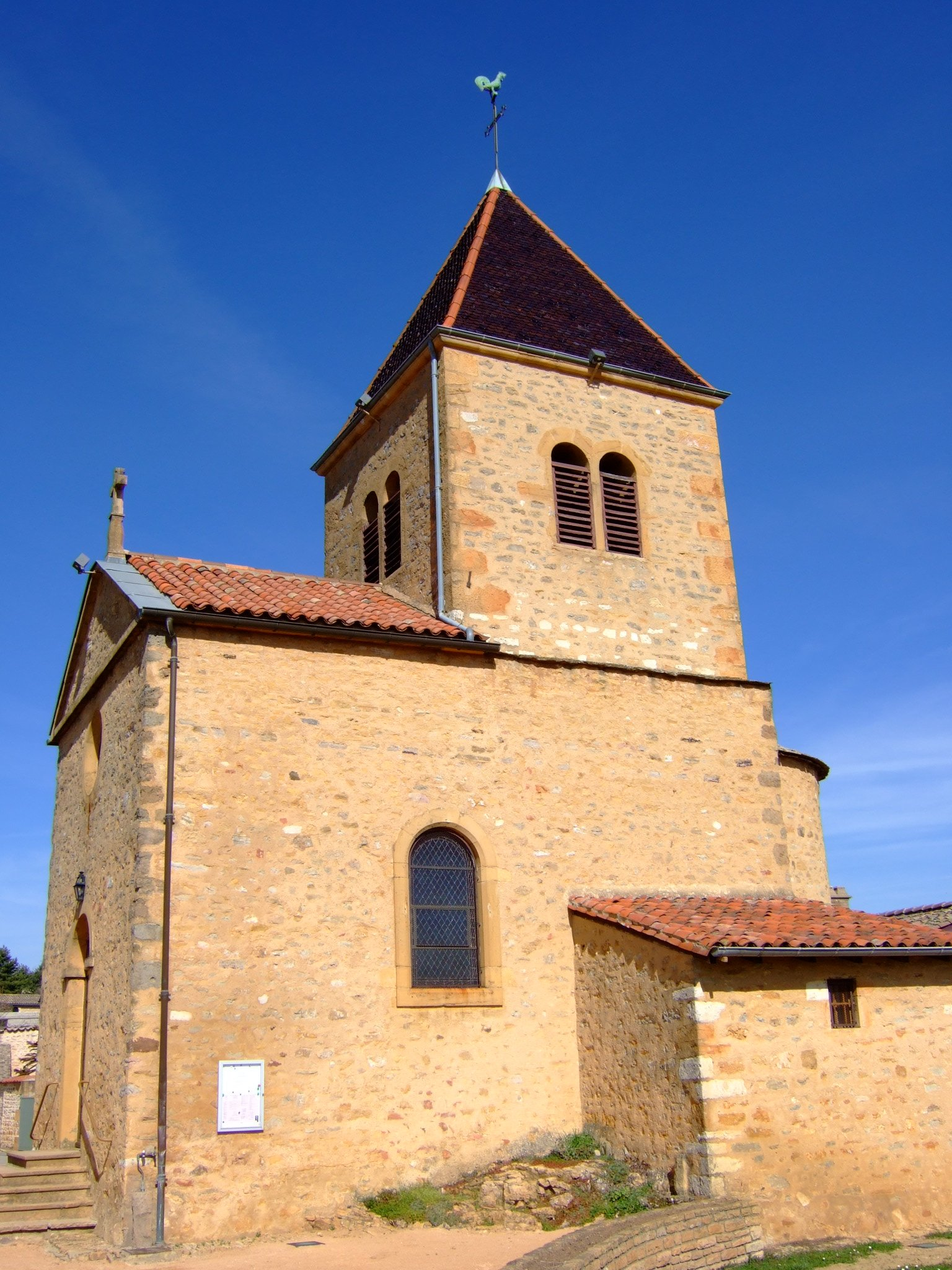
Kościół w Saint-Jean-des-Vignes, 2007

Saint-Jean-des-Vignes – miejscowość i gmina we Francji, w regionie Owernia-Rodan-Alpy, w departamencie Rodan.
Według danych na rok 1990 gminę zamieszkiwały 324 osoby, a gęstość zaludnienia wynosiła 126 osób/km² (wśród 2880 gmin regionu Rodan-Alpy Saint-Jean-des-Vignes plasuje się na 1306. miejscu pod względem liczby ludności, natomiast pod względem powierzchni na miejscu 1671.).